# بريان جوهانسون
بريان جوهانسون (بالإنجليزية: Bryan Johanson)‏ هو ملحن أمريكي، ولد في 1951.

## وصلات خارجية
- بريان جوهانسون على موقع ميوزك برينز (الإنجليزية)
- بريان جوهانسون على موقع ديسكوغز (الإنجليزية)